# Manuela González
Manuela González (Bogotá, 14 de janeiro de 1977) é uma atriz colombiana, reconhecida por seus papéis em Me llaman Lolita, El inútil, Ángel de la guarda, mi dulce compañía, La Saga, negocio de familia, En los tacones de Eva e La bella Ceci y el imprudente.

## Filmografia

### Telenovelas
- El chivo (2015) .... Susana
- Contra las cuerdas .... Helena Díaz
- Mentiras perfectas (2013) .... Catalina Uribe
- El señor de los cielos (2013) .... Lorelei
- Popland! (2011) .... Katherina McLean
- La bella Ceci y el imprudente (2010) .... Cecilia Ortiz
- Novia para dos (2008) .... Margarita Vega
- En los tacones de Eva (2006) .... Lucía
- La saga, negocio de familia (2004) .... Estella Manrique Angarita
- Ángel de la guarda, mi dulce compañía (2003) .... Carolina Falla
- Solterita y a la orden (2001) .... Valeria Daza
- El inútil (2001) .... Miranda Lucía Zapata
- La baby sister (2000) .... Veronica Davíla
- Me llaman Lolita (1999) .... Lolita Rengifo
- Amor en forma (1998) .... Paulina
- Verano del 98 .... Margarita
- La mujer en el espejo (1997)

### Séries
- Mujeres asesinas (2008) Claudia
- Susana y Elvira (2012) Susana
- El señor de los cielos 2 (2014) Loralai Cadena